# فرد لويس (لاعب كرة يد)
فرد لويس (بالإنجليزية: Fred Lewis)‏ (1947 في الولايات المتحدة - ) هو لاعب كرة يد أمريكي.